# Diecéze fuldská
Diecéze Fulda (latinsky Diocesis Fuldensis, německy Diözese Fulda) je římskokatolická diecéze, rozkládající se převážně v Hesensku a malou částí zasahující do severozápadního Bavorska. Spolu s metropolitní padebornskou arcidiecézí a diecézemi erfurtskou a magdeburskou utváří padebornskou církevní provincii. Biskupství sídlí ve Fuldě, kde se též nachází katedrála sv. Salvátora.

## Historie

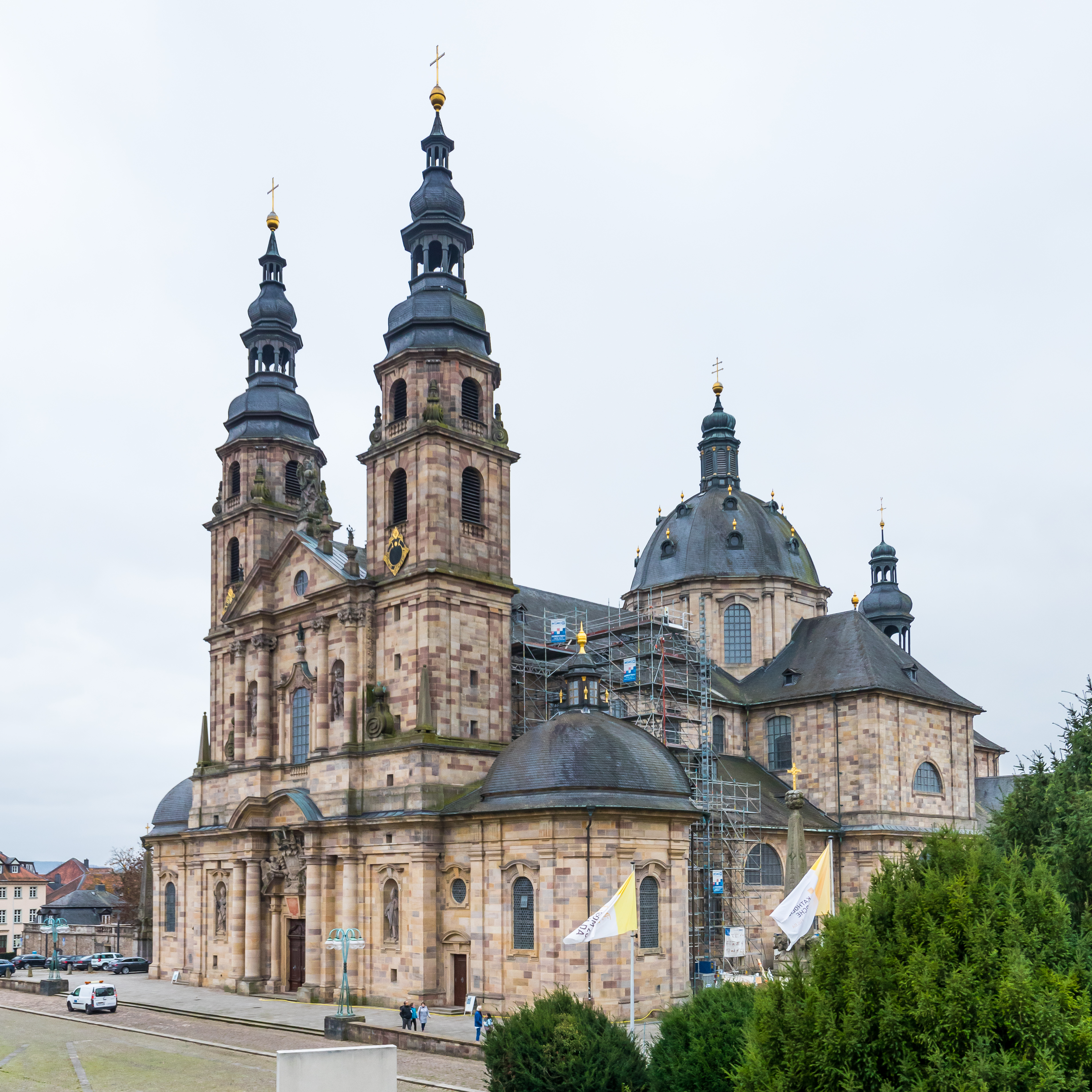
Katedrála sv. Salvátora ve Fuldě

Historie diecéze Fulda začíná založením kláštera sv. Bonifáce (672/5 – 754/5) r. 744. Sv. Bonifác žádal, aby byl po smrti pohřben ve Fuldě. Jeho přání bylo splněno, je pohřben ve fuldském klášteře a jeho hrob se stal vyhledávaným poutním místem. Sv. Bonifác se spolu s prvním opatem kláštera Sturminusem stali patrony diecéze.
4. listopadu 751 podřídil
papež Zachariáš diecézi přímo Římu. V letech 791–819 byla v klášteře Fulda postavena Retgarova bazilika, která byla v té době největším kostelem na sever od Alp. V 9. stol. se stal klášter centrem učení a vědy v říši. Vlastnil také rozsáhlé majetky mezi Alpami a Severním mořem.
Roku 1220 povýšil Fuldu císař Fridrich II. na okněžněné opatství.
V době opata Dernbacha von Balthasara (1570–1576 a 1602–1606) bylo v opatství během tří let vykonáno 300 čarodějnických procesů. V roce 1571 se ve Fuldě usadili jezuité a zasadili se o protireformaci v diecézi.
Ratgarova bazilika byla zbořena v roce 1700 za opata Adalberta von Schleifras. Papež Benedikt XIV. povýšil 5. října 1752 fuldské opatství na biskupství. V roce 1857 byla diecéze rozšířena o Sasko–výmarské vévodství.
Po druhé světové válce byla diecéze rozdělena, protože jedna jeho část ležela v tzv. východní zóně (později Východní Německo). Proto tam byl zřízen děkanát se sídlem v Erfurtu.
 Dne 14. června 1994 byla uzavřena smlouva mezi Svatým stolcem a Durynskem o zřízení biskupského úřadu Erfurt-Meiningen a 8. července téhož roku papež Jan Pavel II. vydal apoštolskou konstitucí Quo aptius, která vedla k podstatnému zmenšení území diecéze Fulda, neboť jeho zmíněná část připadla nově zřícené erfurtské diecézi. Zároveň se fuldská i erfurtská diecéze staly součástí nově zřízené Paderbornské církevní provincie.

## Sídelní biskup
Od 31. března 2019 je Michael Gerber diecézním biskupem, pomocným biskupem zůstává Karlheinz Diez. V diecézi dále přebývá emeritní biskup Heinz Josef Algermissen.